# 필라델피아 데일리 뉴스
필라델피아 데일리 뉴스(Philadelphia Daily News)는 미국 펜실베이니아주 필라델피아 지역에서 발간되는 타블로이드 신문이다.